# Alternanza di generazioni

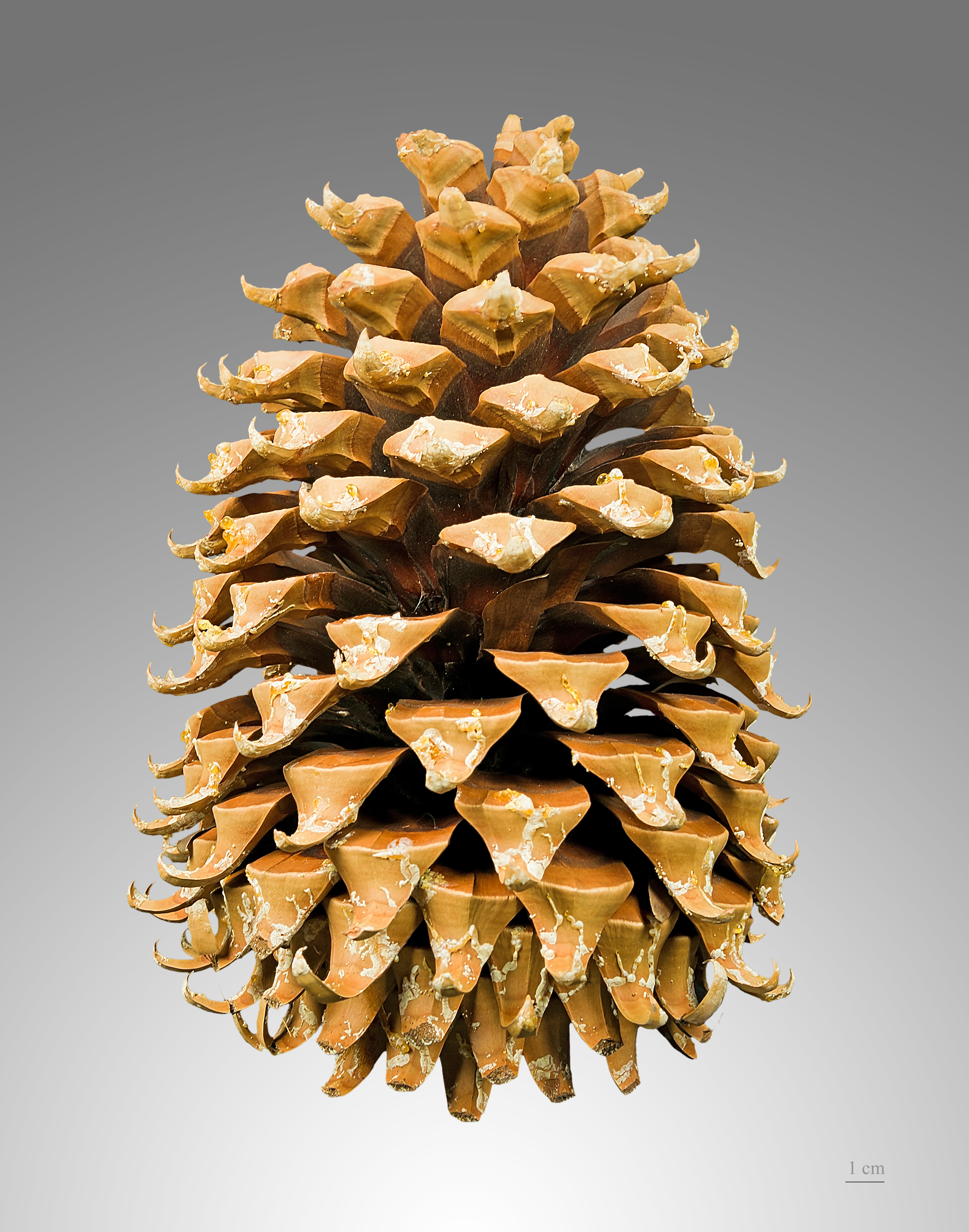
Strobilo: Parte di sporofito con all'interno il gametofito.

L'alternanza di generazioni è un fenomeno ricorrente presso molti protisti, tutte le piante e alcuni animali quali tunicati e cnidari. L'aspetto esterno e/o l'assetto cromosomico (singolo o doppio) della generazione iniziale si differenziano notevolmente da quelli della generazione seguente, ma sono identici a quelli della generazione ancora seguente. Una caratteristica dell'alternanza è che ciascuna delle generazioni si riproduce in maniera differente.

## Piante
Nelle piante ad esempio, si può avere un ciclo vitale composto da sporofito (2n) e da gametofito (n). Il primo produce spore, mentre il secondo gameti. Quindi queste spore sono molto simili ai gameti, in quanto da esse si generano altri individui, ma nel caso della sporulazione abbiamo mitospore (riproduzione asessuata attraverso spore mitotiche che genereranno individui uguali al genitore), mentre nel caso della sporogonia (altra riproduzione asessuata, ma insufficiente da sola) abbiamo meiospore (4 spore prodotte per meiosi).
In alcune alghe la forma gametofitica e sporofitica sono equivalenti. Nelle briofite prevale la prima sulla seconda. Nelle pteridofite e nelle tracheofite il contrario.
Con l'andare dell'evoluzione in gimnosperme e angiosperme, inoltre, il gametofito si è ridotto talmente tanto che esso cresce all'interno dello sporofito (strobilo). Quindi, in parallelo con l'alternanza di fase nucleare (escludendo la dicariofase intermedia per semplicità), abbiamo:
- Diplofase: è effettuata dallo sporofito, che possiede gli sporocisti (organo unicellulare) o gli sporangi (organo pluricellulare), che tramite meiosi produce meiospore.
- Aplofase: è effettuata da meiospore, che germinano e per mitosi generano il gametofito, che possiede gametangi, che per mitosi danno gameti che, fondendosi con altri gameti, danno di nuovo lo sporofito.

Questo almeno vale per le piante con isosporia, ossia che producono spore tutte uguali. Invece, nell'eterosporia, abbiamo la produzione di micro e di macrospore, che rispettivamente rappresentano l'equivalente maschile e femminile del mondo delle piante:
- Diplofase: è effettuata dallo sporofito, che possiede sia microsporangi che macrosporangi, che tramite meiosi producono rispettivamente microspore e macrospore.
- Aplofase: è effettuata da microspore e da macrospore, che germinano e per mitosi generano rispettivamente il microgametofito (maschio) e il macrogametofito (femmina), che possiede ovviamente microgametangi e macrogametangi, che per mitosi daranno microgameti e macrogameti, che fondendosi fra loro, genereranno sporofiti.[2]

Nelle felci un "normale" (sporofito) produce miliardi di spore, solitamente dalla parte inferiore della foglia. Queste producono poi un protallio di appena qualche millimetro di dimensione, a cui spetta il compito di riprodursi anfigonicamente e di dar nascita ad una pianta di felce nella forma nota. Nelle Spermatofite il gametofito è ridotto e viene protetto e nutrito dallo sporofito. Inoltre nelle angiosperme poi esiste la cosiddetta doppia fecondazione, in cui tre cellule uovo vengono fecondate, e da una nascerà l'embrione, mentre dalle altre due nascerà l'endosperma (triploide).

## Funghi
Nei funghi poi abbiamo il ciclo olomorfico che contiene al suo interno la forma teleomorfica (2n), ossia quella sessuata, e quella anamorfica (n), ossia quella asessuata, che producono rispettivamente le ascospore, o le basidiospore, o le zygospore (a seconda del phylum) per meiosi, e le conidiospore per mitosi. Nei funghi superiori, vi è anche un dicariofase piuttosto importante.

## Animali
L'alternanza è presente anche nel regno animale, ma solo nelle specie più semplici come in alcuni tunicati, o alcuni cnidari, dove proprio in questi secondi, vi è la fase di polipo e quella di medusa, tutte e due 2n; il polipo per gemmazione (esempio: la strobilazione) dà vita alle meduse, e le meduse danno per meiosi gameti che fondendosi insieme con quelli di un'altra medusa, dà la planula che diventa sessile dando un polipo, che da solo può generare una colonia di cloni, di cui alcuni saranno in grado di produrre strobili.

## Il valore dell'alternanza
L'alternanza riunisce in sé i vantaggi di entrambi i modi di riproduzione. La generazione che si moltiplica asessuatamente può dar origine ad una discendenza numericamente consistente senza aver bisogno di un partner, mentre la generazione anfigonica provvede al rimescolamento del pool genetico tramite la sessualità.